# Graben (Treuchtlingen)

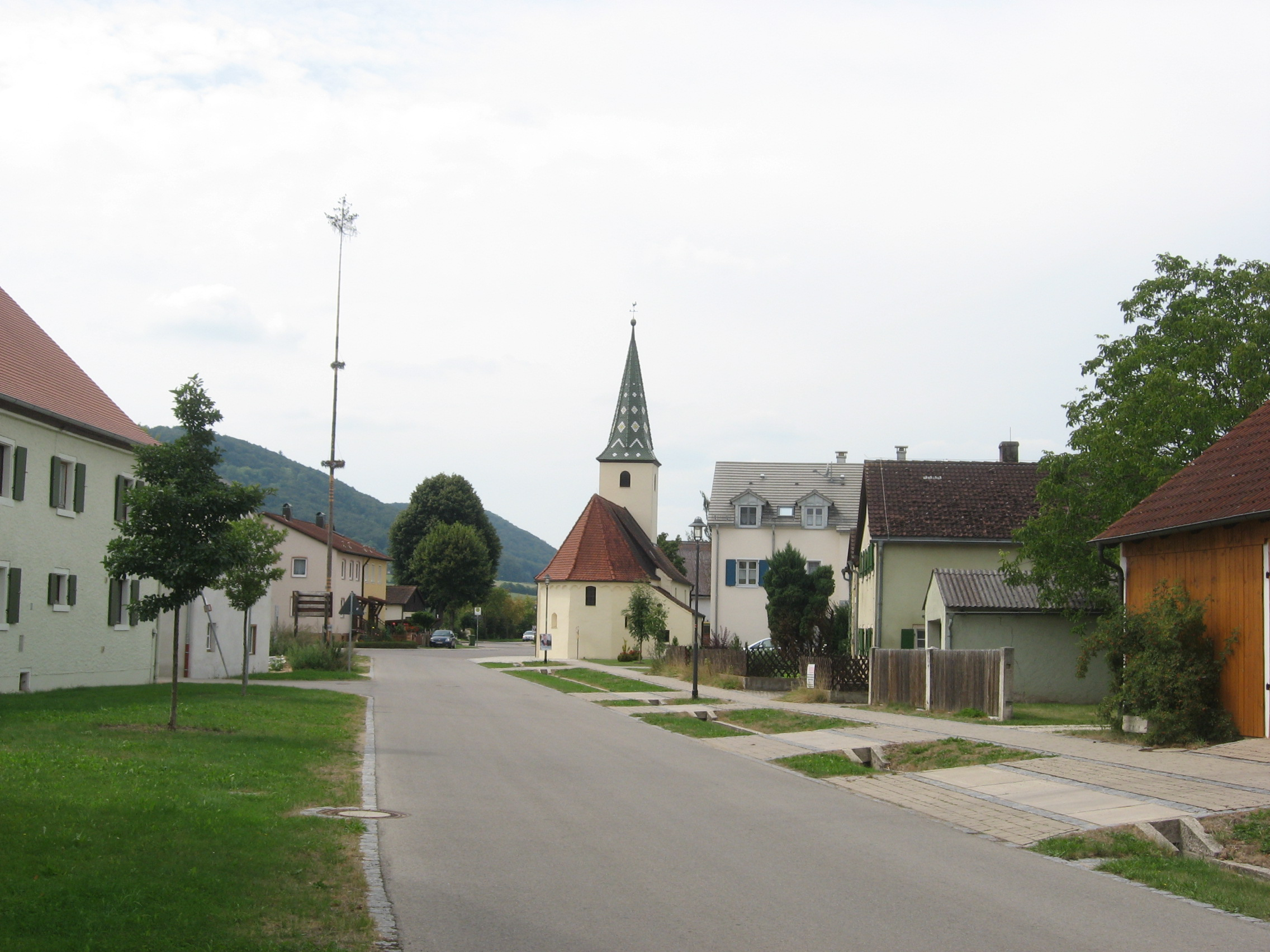
Der Ortskern

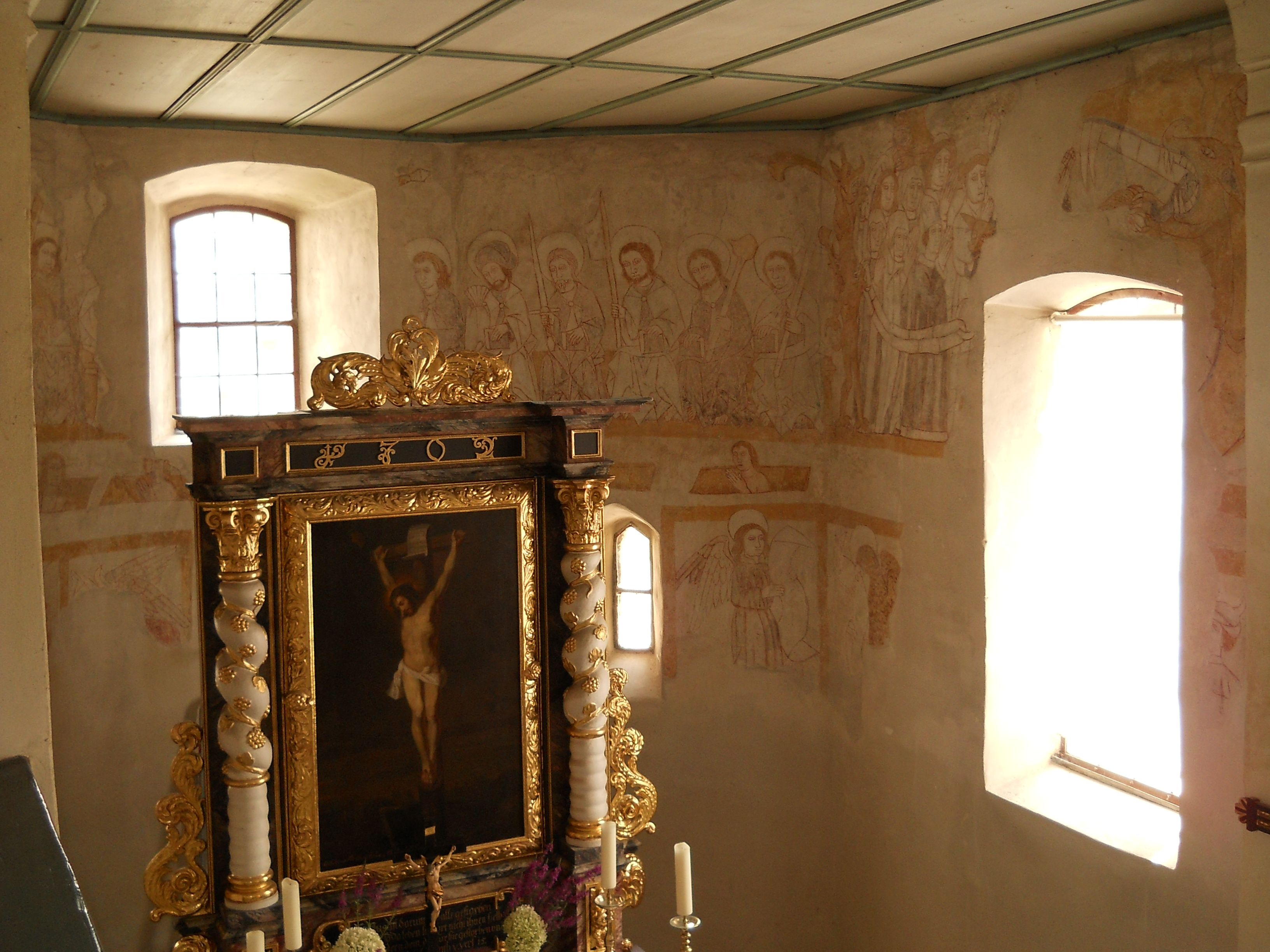
Fresken in der Dorfkirche

Graben ([ˈɡʁaːbn̩] ) ist ein Gemeindeteil der Stadt Treuchtlingen im Landkreis Weißenburg-Gunzenhausen (Mittelfranken, Bayern). Die Gemarkung Graben hat eine Fläche von 3,601 km². Sie ist in 496 Flurstücke aufgeteilt, die eine durchschnittliche Flurstücksfläche von 7260,69 m² haben.

## Lage
Das Kirchdorf liegt ca. drei Kilometer nordöstlich von Treuchtlingen im Altmühltal am Fuß des Nagelberges. Östlich angrenzend verläuft die Bahnstrecke Treuchtlingen–Nürnberg. Gemeindeverbindungsstraßen führen nach Grönhart, Bubenheim, Dettenheim (zur Bundesstraße 2) und Treuchtlingen.

## Geschichte
Graben dürfte um 793 entstanden sein, anlässlich eines Versuchs Karls des Großen, die Flusssysteme von Rhein und Donau durch einen Kanal zu verbinden, die Fossa Carolina (Karlsgraben), von dem auch der Ortsname stammt. Noch heute zeugen Erdwälle, Bodenaushebungen und eine Wasserfläche von dem Bauvorhaben.
Die evangelische Dorfkirche mit der heiligen Kunigunde als Schutzpatronin birgt unter anderem gut erhaltene spätgotische Fresken.
Am 1. April 1971 wurde die bis dahin selbständige Gemeinde Graben in die Stadt Treuchtlingen eingegliedert.
1997 nahm Graben erfolgreich am Wettbewerb Unser Dorf hat Zukunft teil. Die direkt neben dem Ort gelegene Fossa Carolina ist eines der größten technischen Kulturdenkmäler des frühen Mittelalters. Eine Ausstellung mit Multimedia-Präsentation rekonstruiert den Karlsgrabenbau von vor über 1200 Jahren.
Im Ort gibt es landwirtschaftliche Vollerwerbs- und Nebenerwerbsbetriebe, die Pendler des Ortes arbeiten vorwiegend in Treuchtlingen und Weißenburg.